# 河路悠
河路 悠（かわじ はるか、1960年4月5日 - ）は日本の漫画家。東京都出身。

## 略歴
別名義に志島 銀（しじま ぎん）、南方 はるか（みなかた はるか）がある。1975年に作画グループに入会。1980年代には会誌の「GROUP」に『ペルソナ狩り』『焔の祀り』などを発表、『ベレヌスのロビン』など合作にも参加している。また、商業誌では小学館の『プチコミック』にて読み切り作品が掲載された。1990年代には秋田書店の『ひとみCCミステリー』や『プリンセスGOLD』などで執筆。『あなたの知らない幽霊譚』に始まる「あなしらシリーズ」のほか『幻境図書館』を連載した。
2010年代になって多系統萎縮症（MSA-C）を発症し闘病生活を送っていたが、2015年の初夏にブログやツイッターの更新が停止している。

## 作品リスト

### 単行本
- 「志島銀」名義
  - ペルソナ狩り（SG企画 作画グループシリーズ、1987年5月）[3]

- 「河路悠」名義
  - あなたの知らない幽霊譚（秋田書店 プリンセスコミックス、1993年9月、ISBN 978-4-253-07874-0）[4]
  - 花狩人（東京三世社 Leコミックス、1994年3月、ISBN 978-4-885-70843-5）
  - 幻境図書館（秋田書店 プリンセスコミックス、1996年 - 1998年、全4巻）[5]

### その他の作品
- 「志島銀」名義
  - 自己防衛機構に関する考察（作画グループ、GROUP 8号、1981年）[6]
  - きらめき泥棒（作画グループ、UNIONデラックス9号、1984年）[7]
  - 歪んだ鏡像（SG企画、GROUP 18・19合併号、1985年）[8]
  - 焔の祀り（SG企画、GROUP 27 - 29号、1986年）
  - 一度限りの恋唄（小学館、プチコミック 1987年 2月号）
  - ダンディの青写真（小学館、プチコミック 1987年 12月号）
  - 赤い爪（小学館、プチコミック 1988年 4月号）

- 「南方はるか」名義
  - 白雪姫（竹書房、まんがグリム童話スキャンダル VOL.8、2006年）
  - トゥーランドット（竹書房、まんがグリム童話スキャンダル VOL.10、2007年）